# Hermann von Vietinghoff (Generalleutnant)
Hermann Adolph Richard Conrad Freiherr von Vietinghoff gen. Scheel (* 28. Februar 1829 in Schweidnitz; † 5. Januar 1905 in Görlitz) war ein preußischer Generalleutnant.

## Leben

### Herkunft
Hermann war ein Sohn des preußischen Majors a. D. Gustav Freiherr von Vietinghoff gen. Scheel (1793–1858) und dessen Ehefrau Karoline Luise, geborene von Hederich (1807–1881).

### Militärkarriere
Nach dem Besuch des Gymnasiums in Schweidnitz sowie der Kadettenhäuser in Wahlstatt und Berlin trat Vietinghoff am 2. Mai 1848 als Portepeefähnrich in das 7. Infanterie-Regiment der Preußischen Armee ein. Er avancierte Ende Mai 1848 zum Sekondeleutnant und nahm im selben Jahr während der Niederschlagung des Polnischen Aufstandes in der Provinz Posen am Gefecht bei Xions teilnahm.
Am 21. April 1855 wurde er mit Wirkung zum 1. Mai des Jahres als Lehrer an seine alte Kadettenanstalt in Wahlstatt versetzt. Am 6. November 1858 wurde er Premierleutnant und in diesem Rang ab 6. Juli 1859 Assistent und Abteilungsvorsteher der Kadettenanstalt. Ab 13. Oktober 1856 war er Hauptmann mit Patent vom 20. September und am 31. Juli 1860 wurde er Abteilungsvorstand an der Kadettenanstalt zu Potsdam unter Stellung à la suite des Kadetten-Korps und kommandiert zur Kadettenanstalt in Berlin. Am 23. Juli 1861 wurde er zum Kompaniechef in der Berliner Kadettenanstalt ernannt. Am 3. Mai 1866 wurde Vietinghoff in das Grenadier-Regiment Nr. 10 abkommandiert, wo er im Krieg gegen Österreich am Gefecht bei Zuckmantel und an der Schlacht bei Königgrätz wirkte. Dafür erhielt er am 20. September 1866 den Roten Adlerorden IV. Klasse mit Schwertern.
Zum Major wurde er am 1. Mai 1870 befördert und zum etatmäßigen Stabsoffizier an der Kadettenanstalt in Berlin ernannt. Im Rahmen des Deutsch-Französischen Krieges war er zwischen dem 20. Juli 1870 und dem 20. März 1871 während des mobilen Verhältnisses 1. Adjutant des Gouverneurs von Mainz. Am 22. Oktober 1872 wurde er Mitglied der Studienkommission seines alten Kadetten-Korps in Berlin. Ab 12. Dezember 1874 wurde er als Bataillons-Kommandeur ins Infanterie-Regiment Nr. 84 abkommandiert, wo er am 18. Januar 1875 zum Oberstleutnant befördert wurde. Als Oberst (ab 18. April 1878) wurde er am 17. Oktober 1878 zum Kommandeur des 4. Westfälischen Infanterie-Regiments Nr. 17 ernannt.
Zum 15. April 1884 wurde Vietinghoff zum Generalmajor befördert und zum Kommandeur der 23. Infanterie-Brigade ernannt. In dieser Stellung erhielt er anlässlich des Ordensfestes im Januar 1887 den Roten Adlerorden II. Klasse mit Eichenlaub und Schwertern am Ringe. Am 12. Juli 1888 wurde er mit der Führung der 21. Division beauftragt und am 4. August 1888 zum Generalleutnant befördert. Am 14. November 1890 wurde Vietinghoff unter Verleihung des Kronenordens I. Klasse mit Pension zur Disposition gestellt.

### Familie
Vietinghoff heiratete in erster Ehe am 29. Juli 1854 auf Gut Jakobskirch, Kreis Glogau Ida Richter (1829–1872), die Tochter des Gutsbesitzers Karl August Richter, Herr auf Gut Jakobskirch, und der Mathilde Kliem (adoptierte Schreiber). Das Paar hatte mehrere Kinder:
- Alfred (* 1856), preußischer Offizier ⚭ 1896 Editha von Lekow (* 1873)
- Cäcilie (* 1860)
- Georg (* 1862), preußischer Offizier ⚭ 1897 Margaerte Foerster (* 1879)

In zweiter Ehe heiratete Vietinghoff am 8. Februar 1883 in Dresden Margarethe Gehe (1855–1888), Witwe des Erwin von Großmann (1852–1877), die Tochter des sächsischen Hauptmanns Albert Gehe und der Luise Hänel. Aus der Ehe gingen die weitere drei Kinder Lothar (* 1884), Irene (* 1886) und Irmgard (* 1887) hervor.